# Велоспорт на летних Олимпийских играх 1904 — 0,33 мили
Соревнования по велоспорту на дистанции 0,33 мили среди мужчин на летних Олимпийских играх 1904 прошли 4 и 5 августа. Приняли участие 10 спортсменов из одной страны.

## Призёры
| Золото           | Серебро            | Бронза               |
| Маркус Харли США | Бартон Даунинг США | Тедди Биллингтон США |

## Соревнование

### Четвертьфинал
| Место | Спортсмен              | Результат  |
| ----- | ---------------------- | ---------- |
| 1     | Чарльз Шли (USA)       | Неизвестен |
| 2     | Тедди Биллингтон (USA) | Неизвестен |

| Место | Спортсмен          | Результат  |
| ----- | ------------------ | ---------- |
| 1     | Оскар Гёрке (USA)  | Неизвестен |
| 2     | Фред Гринхем (USA) | Неизвестен |

| Место | Спортсмен                      | Результат  |
| ----- | ------------------------------ | ---------- |
| 1-2   | 2 неизвестных спортсмена (USA) | Неизвестен |
| 3     | 1 неизвестный спортсмен (USA)  | Неизвестен |

| Место | Спортсмен                      | Результат  |
| ----- | ------------------------------ | ---------- |
| 1-2   | 2 неизвестных спортсмена (USA) | Неизвестен |
| 3     | 1 неизвестный спортсмен (USA)  | Неизвестен |

### Полуфинал
| Место | Спортсмен              | Результат  |
| ----- | ---------------------- | ---------- |
| 1     | Тедди Биллингтон (USA) | 50,2 с     |
| 2     | Чарльз Шли (USA)       | Неизвестен |
| 3-4   | Оскар Гёрке (USA)      | Неизвестен |
| 3-4   | Фред Гринхем (USA)     | Неизвестен |

| Место | Спортсмен                      | Результат  |
| ----- | ------------------------------ | ---------- |
| 1     | Маркус Харли (USA)             | 44,2 с     |
| 2     | Бартон Даунинг (USA)           | Неизвестен |
| 3-4   | 2 неизвестных спортсмена (USA) | Неизвестен |

### Финал
| Место | Спортсмен              | Результат  |
| ----- | ---------------------- | ---------- |
| 1     | Маркус Харли (USA)     | 43,8 с     |
| 2     | Бартон Даунинг (USA)   | Неизвестен |
| 3     | Тедди Биллингтон (USA) | Неизвестен |
| 4     | Чарльз Шли (USA)       | Неизвестен |